# Сен-Женгольф (Верхняя Савойя)
Сен-Женгольф (фр. Saint-Gingolph) — деревня и община (коммуна), в департаменте Верхняя Савойя, близ границе с Швейцарией.

## География
Коммуна расположена на берегу Женевского озера на границе с Швейцарией. Граница проходит по реке Морг. С противоположной стороны границы расположена одноимённая швейцарская коммуна Сен-Женгольф, фактически обе коммуны образуют единый населённый пункт, разделённый государственной границей.

## История
Церковь Сен-Женгольф была основана в 640 году. В 1569 году деревня Сен-Женгольф была разделена между Швейцарией и Францией. В 1944 году здесь произошла Сен-Женгольская трагедия. В отместку за акцию французского Сопротивления немецкие войска убили шесть заложников из числа местных жителей. 

## Достопримечательности
Нынешняя римско-католическая церковь Сен-Женгольф была построена в 1770 году. Она играет роль приходской церкви как для французского, так и для швейцарского Сен-Женгольфа (своей церкви в швейцарском Сен-Женгольфе нет).
1. 1 2  база данных о французских коммунах — Национальный географический институт Франции, 2015.